# Lycksele kyrka
Lycksele kyrka i Lycksele är församlingskyrka i Lycksele församling i Luleå stift av Svenska kyrkan.

## Kyrkobyggnaden
Lycksele kyrka är en träkyrka som uppfördes 1795–1799 efter ritningar av P.W. Palmroth. Den är byggd av liggtimmer och består av långhus med kor i öster och torn i väster. Öster om koret finns en vidbyggd sakristia. Vid en restaurering på 1950-talet tillkom takmålningar av Gunnar Torhamn.
Kyrkobyggnaden är den tredje i Lycksele. Den första färdigställdes 1607 och stod på Gammplatsen belägen på en halvö i Umeälven. Vid den tiden fanns här en samlingsplats för samer. Lite är känt angående denna kyrka, men Carl von Linné beskrev den så här i sin lappländska resa: "Kyrkan var träffligen miserabel, av trä, så att då det regnar, bliver man helt våt; lik en lada med bänkar så låga, att man måtte bliva krumpen" (dvs. "måste krympa"). 
Andra kyrkan på platsen var en timrad åttkantig byggnad som färdigställdes 1736. På Gammplatsen finns idag en rekonstruktion av denna kyrka, kallad Margaretakyrkan. När en ny kyrka skulle byggas vid slutet av 1700-talet övergavs Gammplatsen eftersom utrymmet var för litet och Umeälvens översvämningar var besvärande.

## Inventarier
- Altartavlan är målad 1842 av C G Sjöstrand och har motivet Kristi uppståndelse.
- Dopfunten är tillverkad 1977 av Per Hartman i Vingåker.
- Orgeln tillkom vid en renovering 1977 ledd av arkitekt Rolf Bergh.

### Orgel
- Före 1880 fanns en orgel som är magasinerad på kyrkans vind.
- 1880 bygger P L Åkerman & Lund, Stockholm en orgel med 12 stämmor, två manualer och bihängd pedal. Fasaden från denna orgel finns bevarad längst bak på orgelläktaren.
- Den nuvarande orgeln är byggd 1978 av A Magnussons Orgelbyggeri AB, Mölnlycke och har mekanisk traktur och elektrisk registratur. Den har tre fria kombinationer och tutti.

| Ryggpositiv I  | Huvudverk II      | Svällverk III     | Pedal          | Koppel   |
| Gedackt 8'     | Gedacktpommer 16' | Principal 8'      | Principal 16´  | I/P      |
| Kvintadena 8'  | Principal 8'      | Salicional 8'     | Subbas 16´     | II/P     |
| Principal 4'   | Spetsflöjt 8'     | Gamba 8'          | Kvinta 10 2/3' | III/P    |
| Rörflöjt 4'    | Gedackt 8'        | Voix ceeste 8'    | Oktava 8'      | I/II     |
| Oktava 2'      | Oktava 4'         | Rörflöjt 8'       | Gedackt 8'     | III/II   |
| Larigot 1 1/3' | Koppelflöjt 4'    | Oktava 4'         | Rörgedackt 4'  | II/I     |
| Scharf III     | Kvinta 2 2/3'     | Traversflöjt 4'   | Nachthorn 2'   | III 4'/P |
| Krumhorn 8'    | Oktava 2'         | Nasard 2 2/3'     | Mixtur V       |          |
| Tremulant      | Cornett II-IV     | Oktava 2'         | Basun 16'      |          |
|                | Mixtur VI         | Waldflöjt 2'      | Trumpet 8'     |          |
|                | Trumpet 8'        | Ters 1 3/5'       |                |          |
|                |                   | Mixtur V          |                |          |
|                |                   | Fagott 16'        |                |          |
|                |                   | Oboe 8'           |                |          |
|                |                   | Tremulant         |                |          |
|                |                   | Crescendosvällare |                |          |

#### Kororgel
- Kororgeln är byggd 1976 byggd av A Magnussons Orgelbyggeri AB, Mölnlycke och är en mekanisk orgel. Samtliga manualstämmor är inom svällverket utom Principal 4'.

| Manual            | Pedal      | Koppel   |  |
| Gedackt 8’        | Subbas 16’ | Man/Ped. |  |
| Principal 4'      |            |          |  |
| Rörflöjt 4’       |            |          |  |
| Waldflöjt 2’      |            |          |  |
| Mixtur IIII       |            |          |  |
| Crescendosvällare |            |          |  |